# Богуславский, Вильгельм
Вильгельм Юзеф Богуславский (пол. Wilhelm Józef Bogusławski; 1825, с. Ляховцы на Волыни (ныне Белогорье Хмельницкой области Украины) — 11 декабря 1901, Житомир Российская империя) — польский историк-славяновед и путешественник, юрист.

## Биография
Выпускник Санкт-Петербургского университета. Окончив университет, посетил некоторые славянские земли. Плодом этого путешествия явился труд «Rys dziejów serbo-łużyckich» (СПб., 1861), первая полная история лужицких сербов.
Значительно дополненное издание истории союза племён лужицких сербов было переиздано в 1884 в Баутцене под названием «История сербского народа» («Historije serbskeho naroda»).
Затем В. Богуславский взялся за исследование истории славян и написал 4-томное сочинение: «Dzieje Słowiańszczyzny pólnoćno-zachodniej do połowy XIII w.» («История северо-западного славянства до середины XIII века»), премированное Познанским обществом любителей наук и изданное в Познани (т. I, 1887, т. II, 1889 г.), в котором автор доказывает, что первоначально славяне заселяли почти всю территорию теперешней Германии, и поддерживает свою теорию лингвистическими соображениями.
Соавтором этого исторического труда был серболужицкий священник, языковед и писатель М. Горник
Кроме того, В. Богуславский написал и издал биографию основоположника серболужицкого языкознания Яна Арношта Смолера (1816—1884). C 1880 года был членом серболужицкой культурно-просветительской организации «Матица сербская».

## Источник
Богуславский, Вильгельм // Энциклопедический словарь Брокгауза и Ефрона : в 86 т. (82 т. и 4 доп.). — СПб., 1890—1907.